# Олеськів Василь Іванович
Василь Іванович Олеськів (12 жовтня 1924, с. Бишки, Козівський район, Тернопільська область — 17 грудня 2016, Лондон, Англія) — український політичний діяч, голова ОУНР.

## Життєпис
Василь Олеськів народився у селі Бишки, тепер Тернопільського району на Тернопільщині. 1944 року закінчив Бережанську гімназію.
З 1944 року проживав за кордоном в Англії. Брав активну участь у політичній діяльності ОУНР. Підтримував тісні контакти з лідерами організації: Степаном Бандерою, Степаном Ленкавським та Ярославом Стецьком.
Протягом 1987—1991 років очолював ОУНР. Також очолював Антибільшовицький блок народів (АБН), творив Світову антикомуністичну лігу.
Із 1991 року постійно приїжджав в Україну, відтворював мережу ОУН, розбудовував її структури, активно займався видавничою справою та увіковічненням пам'яті героїв національно-визвольної боротьби.